# Hoàng Ngọc Hào
Hoàng Ngọc Hào (sinh ngày 25 tháng 9 năm 1994) là một cầu thủ bóng đá chuyên nghiệp người Việt Nam chơi ở vị trí hậu vệ biên.

## Danh hiệu
Sài Gòn
- V.League 2: 2015

Hồng Lĩnh Hà Tĩnh
- V.League 2: 2019